# Taverna, Kalabrien
Taverna är en ort och kommun i provinsen Catanzaro i regionen Kalabrien i Italien. Kommunen hade 2 599 invånare (2018).
Konstnären Mattia Preti föddes i staden 1613.